# 吴振山
吴振山（1957年—），河北正定人，汉族，中华人民共和国政治人物、第十二届全国人民代表大会河北地区代表。
毕业于河北农业大学，加入中国共产党。2013年，被选为全国人大代表。